# Ranger's Dormitory
Le Ranger's Dormitory est un dortoir américain situé à Grand Canyon Village, dans le comté de Coconino, en Arizona. Protégé au sein du parc national du Grand Canyon, il a sans doute été construit en 1921. Inscrit au Registre national des lieux historiques depuis le 5 septembre 1975, il constitue une propriété contributrice au district historique de Grand Canyon Village depuis la création de ce district historique le 20 novembre 1975.